# Reduncinae
Los reduncinos (Reduncinae) son una subfamilia de mamíferos artiodáctilos pertenecientes a la familia Bovidae. Incluye a 10 especies incluidas en tres géneros de bóvidos llamados vulgarmente cobos y reduncas.

## Géneros y especies
- Kobus
  - Kobus anselli[2]
  - Kobus ellipsiprymnus
  - Kobus kob
  - Kobus leche
  - Kobus megaceros
  - Kobus vardonii
- Pelea
  - Pelea capreolus
- Redunca
  - Redunca arundinum
  - Redunca fulvorufula
  - Redunca redunca
- †Menelikia
  - Menelikia leakeyi
  - Menelikia lyrocera
- †Procobus
  - Procobus brauneri
  - Procobus melania
- †Sivacobus (Plioceno a pleistoceno en el sudeste asiático)[3]
  - Sivacobus palaeindicus
  - Sivacobus patulicornis
  - Sivacobus sankaliai
- †Thaleroceros
  - Thaleroceros radiciformis
- †Zephyreduncinus
  - Zephyreduncinus oundagaisus